# نادي ثري ستار
نادي ثري ستار هو نادي كرة قدم نيبالي مقره في باتان، لاليتبور. يلعب الفريق في دوري الدرجة الأولى النيبالي وتم تأسيسه في عام 1954.

## وصلات خارجية
- الموقع الرسمي